# Équipe de Corée du Sud de curling
L'équipe des Corée du Sud de curling est la sélection qui représente la Corée du Sud dans les compétitions internationales de curling.
En 2017, l'équipe nationale est classé comme nation numéro 16 chez les hommes et numéro 8 chez les femmes.

## Palmarès et résultats

### Palmarès masculin
Titres, trophées et places d'honneur
- Jeux Olympiques Hommes depuis 1924
  - Meilleur résultat : 6ème pour : Jeux Olympiques Hommes - Phase préliminaire

| Jeux olympiques     | Classement | Skip          | Third          | Second    | Lead       | Remplaçant   |
| ------------------- | ---------- | ------------- | -------------- | --------- | ---------- | ------------ |
| Nagano 1998         | NC         | NC            | NC             | NC        | NC         | NC           |
| Salt Lake City 2002 | NC         | NC            | NC             | NC        | NC         | NC           |
| Turin 2006          | NC         | NC            | NC             | NC        | NC         | NC           |
| Vancouver 2010      | NC         | NC            | NC             | NC        | NC         | NC           |
| Sotchi 2014         | NC         | NC            | NC             | NC        | NC         | NC           |
| Pyeongchang 2018    | 6e         | Kim Chang-min | Seong Se-hyeon | Oh Eun-Su | Lee Ki-bok | Kim Min-chan |

- Championnats du monde Hommes depuis 1959
  - Meilleur résultat : 10ème (Round Robin)

### Palmarès féminin
Titres, trophées et places d'honneur
- Jeux Olympiques Femmes depuis 1998
  - Meilleur résultat : 2ème

| Jeux olympiques     | Classement | Skip         | Third         | Second         | Lead         | Remplaçant    |
| ------------------- | ---------- | ------------ | ------------- | -------------- | ------------ | ------------- |
| Nagano 1998         | NC         | NC           | NC            | NC             | NC           | NC            |
| Salt Lake City 2002 | NC         | NC           | NC            | NC             | NC           | NC            |
| Turin 2006          | NC         | NC           | NC            | NC             | NC           | NC            |
| Vancouver 2010      | NC         | NC           | NC            | NC             | NC           | NC            |
| Sotchi 2014         | 8e         | Kim Ji-sun   | Lee Seul-bee  | Shin Mi-sung   | Gim Un-chi   | Lee Hyun-jung |
| Pyeongchang 2018    | Argent     | Kim Eun-jung | Kim Kyeong-ae | Kim Seon-yeong | Kim Yeong-mi | Kim Cho-hi    |

- Championnats du monde Femmes depuis 2002
  - Meilleur résultat : 4ème

### Palmarès mixte
Titres, trophées et places d'honneur
- Jeux Olympiques Hommes depuis 2018
  - Meilleur résultat : 6ème

| Jeux olympiques  | Classement | Femme       | Homme        |
| ---------------- | ---------- | ----------- | ------------ |
| Pyeongchang 2018 | 6e         | Jang Hye-ji | Lee Ki-jeong |

- Championnat du Monde Doubles Mixte depuis 2017
  - Meilleur résultat : Quarts de finale en 2017

### Palmarès curling en fauteuil
- Jeux paralympiques

| Jeux paralympiques | Classement | Skip          | Third          | Second        | Lead        | Remplaçant    |
| ------------------ | ---------- | ------------- | -------------- | ------------- | ----------- | ------------- |
| Turin 2006         | NC         | NC            | NC             | NC            | NC          | NC            |
| Vancouver 2010     | Argent     | Haksung Kim   | Myungjin Kim   | Yanghyun Cho  | Misuk Kang  | Gilwoo Park   |
| Sotchi 2014        | 8e         | Kim Myung-jin | Kim Jong-pan   | Seo Soon-seok | Kang Mi-suk | Yun Hee-keong |
| Pyeongchang 2018   | 4e         | Seo Soon-seok | Jung Seung-won | Cha Jae-goan  | Bang Min-ja | Lee Dong-ha   |